# Sofia Smedman
Sofia Smedman, född 21 maj 1988, är en svensk långdistanslöpare. Hon vann SM-guld på 100 km landsväg år 2021.